# Hemipenthes lepidotus
Hemipenthes lepidotus är en tvåvingeart som först beskrevs av Osten Sacken 1887.  Hemipenthes lepidotus ingår i släktet Hemipenthes och familjen svävflugor. Inga underarter finns listade i Catalogue of Life.